# Ceresole Alba
Ceresole Alba là một đô thị tại tỉnh Cuneo trong vùng Piedmont của Italia, vị trí cách khoảng 30 km về phía đông nam của Torino và khoảng 50 km về phía đông bắc của Cuneo. Tại thời điểm ngày 31 tháng 12 năm 2004, đô thị này có dân số 2.092 người và diện tích 37,0 km².
Ceresole Alba giáp các đô thị: Baldissero d'Alba, Carmagnola, Montaldo Roero, Monteu Roero, Poirino, Pralormo và Sommariva del Bosco.
Trận Ceresole giữa Pháp hợp tác với Tây Ban Nha chống lại đế quốc La Mã Thần thánh trong chiến tranh Ý 1542–46 diễn ra ngày 11/4/1544 ngoài làng này.